# René Scheibli
René Scheibli (* 23. September 1936 in Zürich; † 30. August 2010 ebenda) war ein Schweizer Schauspieler, Theaterregisseur und Hörspielsprecher.

## Leben
René Scheibli absolvierte zunächst eine Schauspielausbildung an der Schauspielakademie Zürich. Er war dann anschliessend von 1959 bis 1968 festes Ensemblemitglied am Schauspielhaus Zürich unter der Direktion von Oskar Wälterlin (1959–1961), Kurt Hirschfeld (1961–1965) und Leopold Lindtberg (1965–1968). 1968 wechselte er, gemeinsam mit dem Schweizer Theaterregisseur Werner Düggelin, an das Theater Basel. Von 1977 bis 2000 war Scheibli erneut fest am Schauspielhaus Zürich engagiert.
Scheibli trat dort in über 150 Rollen auf. Er spielte ein breites Repertoire, das Stücke von William Shakespeare, die deutschsprachigen Autoren der Klassik und Romantik, aber auch Stücke der Moderne und des zeitgenössischen Theaters umfasste. Er war in Zürich unter anderem als Erich in Geschichten aus dem Wienerwald, als Karl Moor an der Seite von Peter Brogle in Die Räuber, als Laertes in Hamlet und als Lysander in Ein Sommernachtstraum zu sehen. Gelegentlich trat Scheibli auch als Regisseur hervor. Er inszenierte in Solothurn, Luzern, Basel und Zürich. Eigene Inszenierungen brachte er am Theater Basel und am Städtebundtheater Biel-Solothurn heraus.
Scheibli übernahm auch einige Rollen in Kinofilmen und im Fernsehen. Er arbeitete auch als Sprecher bei Hörspielproduktionen des Schweizer Radio DRS. Scheibli war auch als Schauspiellehrer tätig. Er unterrichtete seit Ende der 1960er Jahre am Intermediären Studio des Konservatoriums Basel. An der Schauspielakademie Zürich war Scheibli ausserdem lange Jahre als Dozent im Fach „Szenischer Unterricht“ tätig. Daneben übersetzte er Theaterstücke aus dem Französischen, unter anderem von Eugène Labiche, schrieb Dialektfassungen für verschiedene Stücke und bearbeitete Stoffe für den Hörfunk.
Sein Sohn Niklaus ist ebenfalls Schauspieler.

## Filmografie (Auswahl)
- 1962: Fuhrmann Henschel
- 1963: Im Parterre links
- 1964: Ein Sarg aus Hongkong
- 1964: Geschichten aus dem Wienerwald
- 1966: Polizischt Wäckerli in Gefahr
- 1967: Die Mohrin
- 1968: Die Konvention Belzebir
- 1970: Recht oder Unrecht – Gerechtigkeit für Dettlinger
- 1976: Konfrontation – Das Attentat von Davos
- 1979: Messidor
- 1981: Der Erfinder
- 1993: Justiz
- 1995: Fascht e Familie – Total verrückt

## Hörspiele (Auswahl)
- 1961: Die Eingeschlossenen – Regie: Gert Westphal
- 1963: Lysistrate – Regie: Walter Knaus
- 1984: Stichtag – Regie: Nicolas Ryhiner